# آهیه
آهیه یک روستا در ایران است که در دهستان طارند بالا واقع شده‌است. آهیه ۲۷۵ نفر جمعیت دارد.